# Eloeophila dulitensis
Eloeophila dulitensis är en tvåvingeart som först beskrevs av Edwards 1926.  Eloeophila dulitensis ingår i släktet Eloeophila och familjen småharkrankar. Inga underarter finns listade i Catalogue of Life.